# Condicions normals de pressió i temperatura
En química, el terme condicions normals de pressió i temperatura (abreviat CNPT) implica que la temperatura referenciada és de 0 °C (273,15 K) i la pressió d'1 atm (definida com a 101.325 Pa). El terme equivalent en anglès és standard temperature and pressure (STP).
A partir del 1982 la IUPAC va recomanar emprar un valor per a la pressió estàndard de 10⁵ Pa (equivalents a 1 bar).